# حوزه انتخابیه چهارم تنسی
حوزه انتخابیه چهارم تنسی یک حوزه انتخابیه مجلس نمایندگان آمریکا است که در ایالت تنسی قرار دارد.